# Your Love Is King

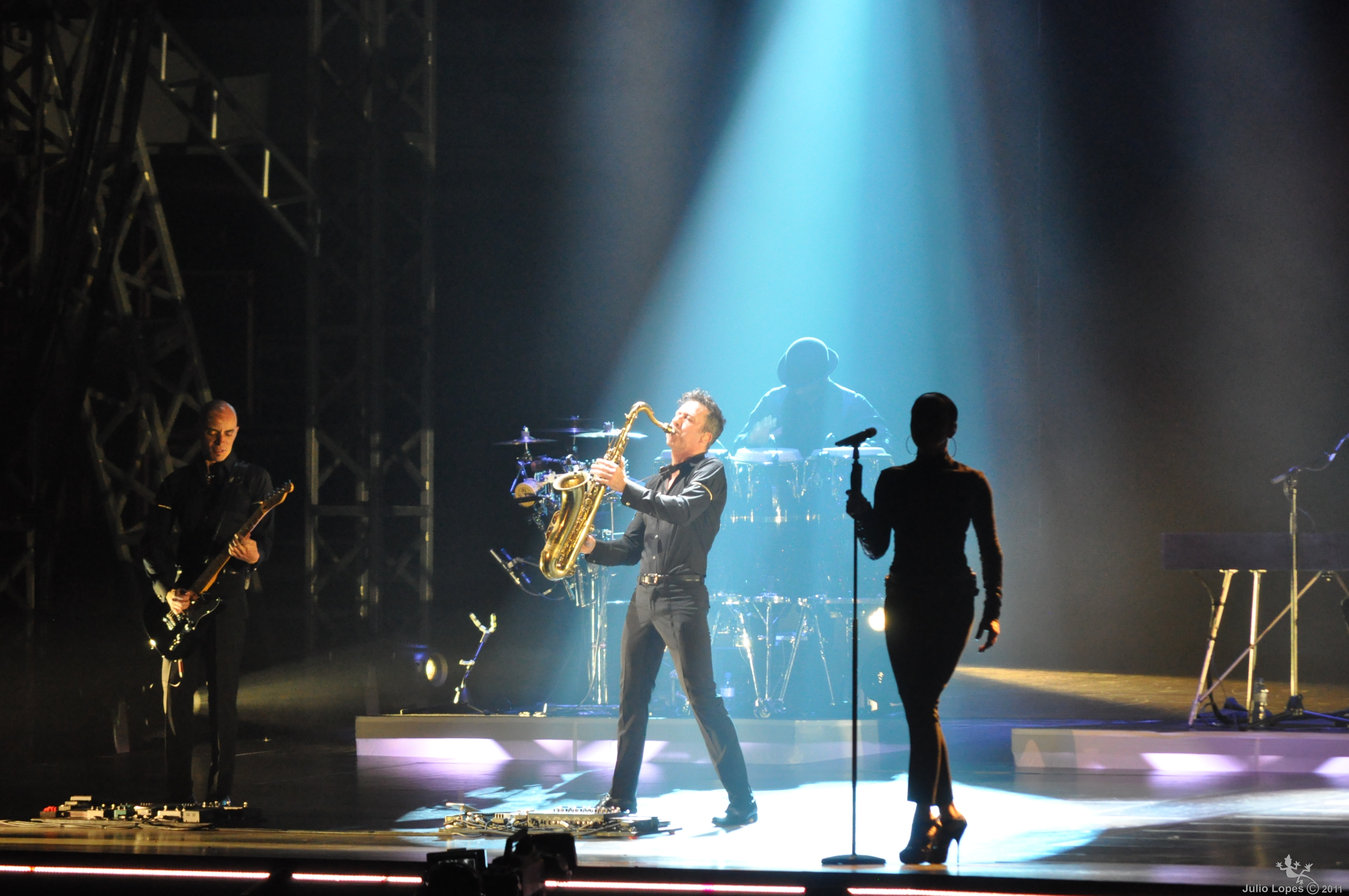
La band che esegue la canzone in concerto nel 2011

Your Love Is King è un singolo del gruppo musicale britannico Sade, pubblicato il 27 gennaio 1984 come secondo estratto dall'album di debutto della band Diamond Life.

## Descrizione
Your Love Is King è costruita su una base in La maggiore, con un tempo di 90 battiti al minuto. Il sassofono solista è eseguito da Stuart Matthewman, colui che scrisse anche la canzone assieme alla leader della band Sade Adu.
La canzone venne eseguita dagli Sade al leggendario concerto Live Aid, l'anno seguente alla pubblicazione del singolo.

## Accoglienza

### Critica
La critica musicale dell'AXS TV Tanya Rena Jefferson lodò molto le tinte jazz, che "risaltano al meglio la morbidezza della voce di Sade Adu".

## Successo commerciale
Dal punto di vista di classifiche, Your Love Is King è il maggiore successo dell'intera carriera della band: infatti il singolo degli Sade nella classifica britannica Official Singles Charts raggiunse il posto n° 6, posizione più alta mai raggiunta da una canzone degli Sade.
Negli Stati Uniti, il singolo raggiunse la posizione n° 54 nella Billboard Hot 100, la n° 35 nella Billboard Hot Black Singles e la n° 8 nella Billboard Hot Adult Contemporary Tracks.
Il singolo venne infine certificato disco d'oro in Spagna e disco d'argento in Regno Unito.

## Riconoscimenti
Your Love Is King è stata inserita dalla rivista Heavy al 7° posto nella sua lista delle 51 migliori canzoni d'amore di sempre: "The Heavy Power List".

## Nella cultura di massa
Il cantante inglese Will Young ha realizzato una cover della canzone per la colonna sonora del famoso film Che pasticcio, Bridget Jones! (2004).

## Classifiche
| Classifica (1984–1985)               | Peak position |
| ------------------------------------ | ------------- |
| Australia                            | 64            |
| Belgio                               | 38            |
| Canada                               | 11            |
| Europa                               | 30            |
| Irlanda                              | 7             |
| Italia                               | 5             |
| Nuova Zelanda                        | 2             |
| Regno Unito                          | 6             |
| U.S. Billboard Hot 100               | 54            |
| U.S. Billboard Adult Contemporary    | 8             |
| U.S. Billboard Hot R&B/Hip-Hop Songs | 35            |
| U.S. Cash Box Top 100 Singles        | 52            |